# 戴行悌
戴行悌（1916年—1991年），字振德，浙江鄞县人，中華民國海洋学家、教育家，以及台灣的現代水產業、海事教育的其中一位主要奠基者。

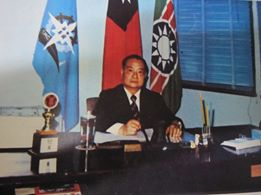
攝於中國海專校長時期

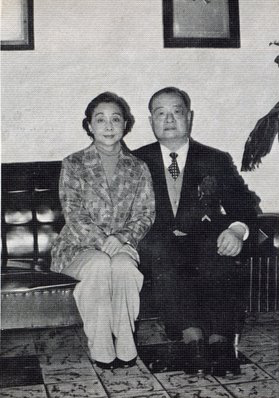
戴校長夫婦在中國海專時期的合照。

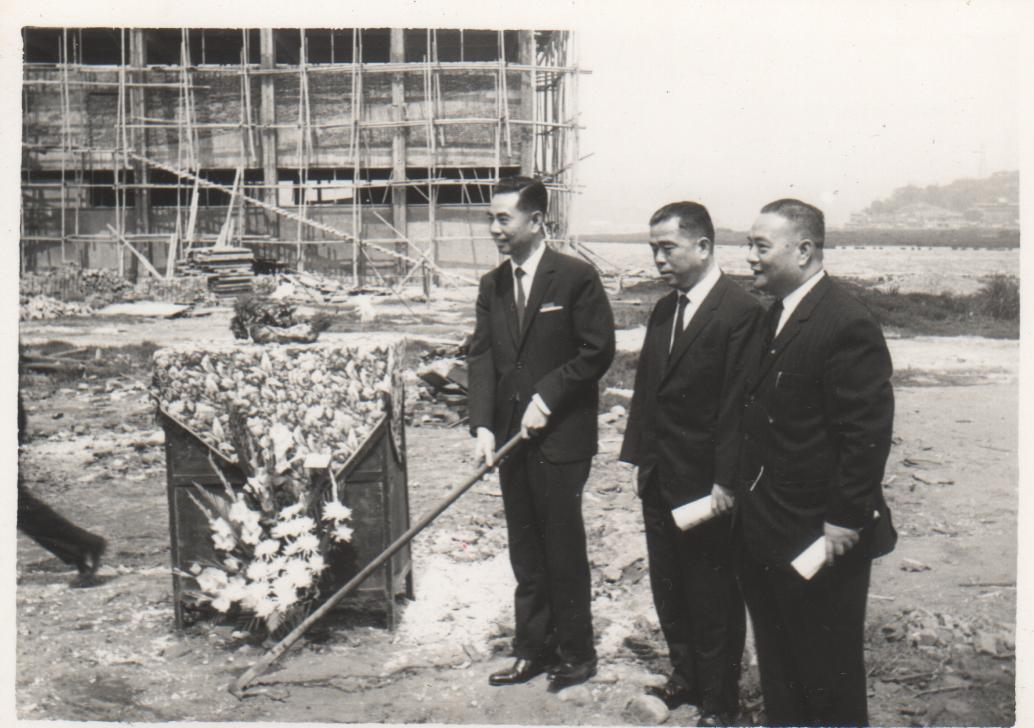
1965年中國海專創校三巨頭.董事長吳正鏞,董事程傑慷,校長戴行悌

## 生平
早年毕业于浙江省立水产职业学校。公费赴日本留学，考入千葉縣水产试验所渔具研究班。毕业回国后，再入中央研究院动植物研究所继续深造。
1946年－1948年任國立乍浦水產高級職業學校（今上海海洋大学）校長。1947年，当选國民大會代表。曾任浙江省渔会联合会理事长。
1949年，隨中華民國中央政府移居台湾。
國府遷台後，曾任經濟部顾问，台湾省教育厅主任秘书。先後擔任臺灣省立高雄水產職業學校（今國立高雄海洋科技大學）第二任校长，臺灣省立基隆水產職業學校校长。
1952年4月，出任中國航海技術研究會首任理事长。1971年，创立中华民国海事学会。
1953年6月－1956年8月，担任臺灣省立海事專科學校（今國立臺灣海洋大學）校長。
1964年7月－1966年7月，擔任臺灣省立花蓮師範專科學校（原國立花蓮教育大學，今國立東華大學）第一任校長。
1965年，創辦中國海事專科學校，并出任校长。。

## 代表著作
戴行悌毕生致力于海洋渔业研究，著作颇丰，有：
- 《渔政法规》
- 《长夜网渔业之改良》
- 《张网渔业之改良》

## 影像
- Flickr老照片：校長戴行悌先生